# Hazel Henderson
Hazel Henderson (Bristol, 27 maart 1933 – St. Augustine (Florida), 22 mei 2022) was een Brits auteur, futuroloog en economisch iconoclast. Zij werkte bij de televisie en schreef verscheidene boeken, zoals Building A Win-Win World, Beyond Globalization, Planetary Citizenship (met Daisaku Ikeda) en Ethical Markets: Growing the Green Economy.

## Loopbaan
Henderson was tv-producer voor de BBC-serie Ethical Markets.  Zij doceerde aan de Universiteit van Californië (Santa Barbara) en bezette de Horace Albright leerstoel "Conservation" aan de Universiteit van Californië (Berkeley).  Zij was ook reizend docent en panellid. Zij was lid van de raad van bestuur van uitgaven als Futures Research Quarterly, The State of the Future Report en E/The Environmental Magazine (VS), Resurgence, Foresight and Futures (VK).  Zij heeft van 1974 tot 1980 het Office of Technology Assessment van de Verenigde Staten geadviseerd en de National Science Foundation.  Zij wordt vermeld in Who's Who in the World, Who's Who in Science and Technology, en in Who's Who in Business and Finance.
Henderson hield zich vooral bezig met het zoeken naar niet-onderzochte gebieden in de economie en de "blinde vlekken" van conventionele economen. Haar meeste werk heeft te maken met het creëren van een interdisciplinaire economie en politieke theorie met een focus op sociale en milieu-overwegingen. Zij verdiepte zich bijvoorbeeld in de "waarde" van niet te kwantificeren zaken als schone lucht en water, die in enorme hoeveelheden nodig zijn voor mensen en andere levende organismen. Dit werk leidde tot de ontwikkeling, samen met de Calvert Group, van de Calvert-Henderson indicatoren voor de kwaliteit van het leven.
Auteur Fritjof Capra noemt Henderson van grote invloed op zijn denken over ecologische vraagstukken.
In 2005 startte Henderson Ethical Markets Media LLC, om informatie te verspreiden over groene investeringen, duurzaam beleggen, groene economie, duurzame energie, nieuws over zakelijke ethiek, milieuvriendelijke technologie, maatschappelijk verantwoord ondernemen en duurzame ontwikkeling, door rapporten, artikelen, nieuwsbrieven en video's beschikbaar te maken die uit de hele wereld bijeengebracht worden.
In 2007 startte ze EthicalMarkets.TV om video's te vertonen van mensen en organisaties van over de hele wereld met sociaal verantwoorde projecten. Om de daad bij het woord te voegen selecteerde Henderson zeer efficiënte technologie om de video's te streamen: MIPBSCast, dat aanmerkelijk minder energie gebruikt dan de meeste andere videoplatforms.
Henderson overleed in haar huis in Florida op 22 mei 2022. Ze werd 89 jaar oud.

## Ontologie
Henderson was een van de critici die erop wijzen dat de definities van sociale en natuurwetenschappers van de "werkelijkheid" vaak slaan op de werkelijkheid die zij bestuderen. Daarbij riep ze vragen op over wie deze onderzoekers en theoretici betaalt, en waarom. Wie bepaalt dat onderzoeksbeurzen het betalen waard zijn? Welke vragen worden allereerst gesteld?
Henderson geloofde dat de gevaren voor de vrede, de veiligheid en het milieu ons in een nieuw tijdperk hebben gebracht, waarin wij verplicht zijn te kijken naar waarden, informatie en knowhow waar wij tot voor enkele decennia buiten leken te kunnen.
Een van haar beroemde aforismen vergelijkt het westerse economische model met een taart van vier lagen met glazuur erbovenop: de eerste laag is de natuur, de tweede de bestaanseconomie, de derde de openbare en private economie en de laatste laag is geld.

## Onderscheidingen
Henderson ontving in 1967 van de stad New York de Citizen of the Year Award. In 1977 kreeg zij een eredoctoraat van het Worcester Polytechnic Institute voor haar werk op het gebied van de alternatieve economie en de technologie. In 1996 ontving zij samen met de winnaar van de Nobelprijs voor de Vrede Adolfo Pérez Esquivel de Global Citizen Award. Zij was erelid van de Club van Rome en van de Club van Boedapest.